# TOX
TOX(Thymocyte selection-associated high mobility group box protein)는 TOX 유전자에 의해 인코딩되는 인간 단백질이다. TOX는 T세포 고갈을 몰아붙이며 선천 림프세포 발달의 역할을 한다.